# Calathea warszewiczii
Calathea warszewiczii är en strimbladsväxtart som först beskrevs av Louis Mathieu och Jules Émile Planchon, och fick sitt nu gällande namn av Jules Émile Planchon och Jean Jules Linden. Calathea warszewiczii ingår i släktet Calathea och familjen strimbladsväxter. Inga underarter finns listade.